# بروميثيوس باوند (لوحة)
بروميثيوس باوند (بالإنجليزية: Prometheus Bound)‏ هي لوحة زيتية عام 1847 للفنان الأمريكي توماس كول. بروميثيوس باوند هي واحدة من أكبر لوحات كول، ومثل أعماله الرئيسية الأخرى في أربعينيات القرن التاسع عشر، لم تكن نتيجة عمولة. إنه مستمد من المأساة اليونانية القديمة بروميثيوس باوند من قبل إسخيلوس. في اللوحة، بروميثيوس مقيد بالسلاسل إلى صخرة على جبل القوقاز في سكيثيا. لقد عاقبه زيوس لأنه منح البشر الحياة والمعرفة وعلى وجه التحديد لإعطائهم النار. يأتي طائر رابتور كل يوم ليتغذى على كبد بروميثيوس، والذي ينمو مرة أخرى بين الزيارات، مما يجعل عقوبة زيوس أكثر قسوة.